# Charon (együttes)
A Charon finn gótikus metal együttes volt. 1992-ben alakult meg Raahe városában, és 2011-ben oszlott fel. Demó lemezeiken még death metalt játszottak. Pasi Sipilä 2018-ban új együttest alapított, "Disclosure" néven.

## Tagok
- Juha-Pekka Leppäluoto - ének
- Lauri Tuohimaa - gitár
- Antti Karihtala - dob
- Teemu Hautamäki - basszusgitár

## Korábbi tagok
- Jasse von Hast - gitár
- Pasi Sipilä - gitár

## Diszkográfia
- Sorrowburn (1998)
- Tearstrained (2000)
- Downhearted (2001)
- The Dying Daylights (2003)
- Songs for the Sinners (2005)